# Torre d'en Virós i vila closa de Rialb
La torre d'en Virós és l'única torre conservada de les que s'alçaven en el perímetre murat de la vila closa de Rialb. Aquesta vila es troba en el centre mateix de la confluència de dues valls, la de la Noguera Pallaresa i la del riu de Sant Antoni i s'assenta al peu del turó on s'alça el castell de Rialb.

## Història
La vila de Rialb tingué l'origen en època medieval, arran de la fundació del castell, documentat el segle xi i, per tant, la seva història és indestriable de la del castell. Durant la baixa edat mitjana fou una vila important, centre d'un dels cinc quarters del vescomtat de Castellbó.

## Arquitectura
Al llarg de tota la riba dreta de la Noguera, entre l'Alt Pallars i la Conca, hi ha un seguit d'assentaments, Tremp, Salàs, Gerri, Sort i Rialb, que presenten elements defensius en l'entramat urbà. Això demostra que aquestes poblacions foren viles closes, cadascuna amb solucions arquitectòniques pròpies. Aquests pobles han estat capdavanters dins de la seva jurisdicció i amb una tipologia urbana condicionada a l'estratègia d'assentament. Rialb és un hàbitat concentrat distribuït a banda i banda del camí. Els extrems es clouen amb portalades de control de les quals només es conserva el portalet de la Mola, d'estil gòtic amb un arc lleugerament apuntat, constituït per grans dovelles de forma trapezoïdal. Aquest arc es perllonga en un passadís enllosat.
El darrere de les cases delimitava el perímetre murat de tancament i conformava el nucli defensiu. A trams successius s'alçaven mitges torres semicirculars, de les quals se'n conserva, molt modificada, la torre d'en Virós. Hi ha constància de l'existència d'altres torres semblants i almenys una altra de planta quadrada.
L'eix vertebrador de la part antiga de la vila és el carrer major, orientat de nord a sud, que encara conserva alguna de les típiques cases porticades. Aquesta tipologia d'assentament de cases a banda i banda d'un camí amb els extrems closos i torres alternades en els murs exteriors, són formes defensives de fundació col·lectiva que, en aquest entorn de muntanya, podrien tenir l'origen en un moment alt-medieval. És una hipòtesi a confirmar per la pràctica arqueològica.

### La torre d'en Virós
És l'única torre conservada de les que s'alçaven en el perímetre murat de la vila closa de Rialb. Torre semicircular, ben conservada i que avui dia consta de planta baixa i quatre pisos alts i està habilitada com a habitatge, per la qual cosa s'hi han practicat portes, balcons i finestres.